# Temporadas de ciclones no Índico Sudoeste de 1900-1950
A seguir está uma lista de ciclones tropicais do sudoeste do Oceano Índico entre os anos de 1900 e 1950.

## Tempestades

### Ciclone de Comores de 1904
Em 14 de dezembro, um ciclone passou pelas Comores, causando danos às plantações de baunilha e café da ilha. A produção agrícola diminuiu 9% como resultado da tempestade, causando escassez de alimentos após poucas chuvas em 1905.

### Ciclone de Comores de 1905
Em 16 de dezembro de 1905, outro ciclone atingiu o arquipélago apenas um ano após o ciclone anterior, matando 30 pessoas e ferindo 150. Respondendo aos dois ciclones, o governo francês forneceu Fr. 360.000 para o grupo de ilhas para reconstrução e assistência aos residentes.

### Ciclone de Março de 1927
Considerado o mais forte a atacar Madagascar em pelo menos 67 anos, um ciclone atingiu a parte leste do país em 3 de março, potencialmente causando até 500 mortes.

### Ciclone de 1948
Em 22 de janeiro, um distúrbio tropical formado a nordeste de Maurício. Inicialmente moveu-se para o sudoeste, mas virou para o sul em 26 de janeiro. No dia seguinte, a tempestade passou a oeste de Reunião com ventos estimados em cerca de 300 km/h (187 mph), e depois se dissipou em 28 de janeiro. A tempestade matou cerca de 100 pessoas e centenas de feridos. Cerca de 60% das casas da ilha foram danificadas ou destruídas, e cerca de 70% das plantações foram destruídas.

### Década de 1910
- Temporadas de furacões no Atlântico: 1910, 1911, 1912, 1913, 1914, 1915, 1916, 1917, 1918, 1919
- Temporadas de furacões no Pacífico Leste: 1910, 1911, 1912, 1913, 1914, 1915, 1916, 1917, 1918, 1919
- Temporadas de tufões no Pacífico Ocidental: 1910, 1911, 1912, 1913, 1914, 1915, 1916, 1917, 1918, 1919
- Temporadas de ciclones no Oceano Índico do Norte: 1910, 1911, 1912, 1913, 1914, 1915, 1916, 1917, 1918, 1919

### Década de 1920
- Temporadas de furacões no Atlântico: 1920, 1921, 1922, 1923, 1924, 1925, 1926, 1927, 1928, 1929
- Temporadas de furacões no Pacífico Leste: 1920, 1921, 1922, 1923, 1924, 1925, 1926, 1927, 1928, 1929
- Temporadas de tufões no Pacífico Ocidental: 1920, 1921, 1922, 1923, 1924, 1925, 1926, 1927, 1928, 1929
- Temporadas de ciclones no Oceano Índico do Norte: 1920, 1921, 1922, 1923, 1924, 1925, 1926, 1927, 1928, 1929

## Década de 1930
- Temporadas de furacões no Atlântico: 1930, 1931, 1932, 1933, 1934, 1935, 1936, 1937, 1938, 1939
- Temporadas de furacões no Pacífico Leste: 1930, 1931, 1932, 1933, 1934, 1935, 1936, 1937, 1938, 1939
- Temporadas de tufões no Pacífico Ocidental: 1930, 1931, 1932, 1933, 1934, 1935, 1936, 1937, 1938, 1939
- Temporadas de ciclones no Oceano Índico do Norte: 1930, 1931, 1932, 1933, 1934, 1935, 1936, 1937, 1938, 1939

### Década de 1940
- Temporadas de furacões no Atlântico: 1940, 1941, 1942, 1943, 1944, 1945, 1946, 1947, 1948, 1949
- Temporadas de furacões no Pacífico Leste: 1940, 1941, 1942, 1943, 1944, 1945, 1946, 1947, 1948, 1949
- Temporadas de tufões no Pacífico Ocidental: 1940, 1941, 1942, 1943, 1944, 1945, 1946, 1947, 1948, 1949
- Temporadas de ciclones no Oceano Índico do Norte: 1940, 1941, 1942, 1943, 1944, 1945, 1946, 1947, 1948, 1949